# Опасност код Енд Хауса
Опасност у Енд Хаусу (издат 1932) је криминалистички роман британске списатељице Агате Кристи који је први пут у САД-у издало друштво ""Дод, Мид и друштво" фебруара 1932. године. и "Крими клуб Колинс" у Британији марта исте године. ЦЕна америчког издања достигла је 2 долара, а британског седам шилинга и шест пенија.
У књизи се појављује приватни детектив Кристијеве Херкул Поаро заједно са Артуром Хејстингсом и главним инспектором Џапом, а књига је шести роман о Поароу. Поаро и Хејстингс су на одмору у Корнволу упознали младу Магдалу "Ник" Бакли и њене пријатеље. Поаро је убеђен да неко жели да је убије. Они су упознали све њене пријатеље у њеном дому "Енд Хаус". Иако се он трудио да заштити Ник, десило се убиство које је изазвало Поароа да покрене истрагу.
Роман је добро примљен када је први пут издат, а за радњу су критичари говорили да је по обичају генијална и ђаволски паметна. Роберт Барнард је написао 1990. године да је радња смела, али није најбоља Кристијеве. Прилагођена је за позориште, радио, филм, серију, графички роман и игрицу, а као књига је преведена на многе језике.

## Радња
Поаро и Хејстингс су отишли у Корнволску бању. Разговарајући са Магдалом "Ник" Налки, Поаро верјуе да неко покушава да је убије што потврђује кад пронађе метак за који је Ник мислила да је оса која јој је прполетела поред главе. Поаро објашњава своју забринутост Ник. Поаро сумња да је то неко из Никиних ужих кругова. Никин најближи живи род је њен брат од тетка Чарлс Вајс који је заступник и који је поново ставио под хипотеку Енд Хаус како би она могла да снабдева задругу којој је то очајнички потребно. Њена кућна помоћница је Елен, а њене комшије су подстанари из Аустралије, господин и госпођа Крофт. Џорџ Чаленџер гаји извесна осећања према Ник. Никини најбољи другови су злостављана супруга Фреди Рајс и трговац уметничким делима Џим Лазарус који је у Фреди заљубљен. Када је Ник имала операцију шест месеци раније, Крофтови су јој предложили да напише опоруку.
Није јасно ко жели Ник мртву. Чарлс би наследио Енд Хаус, а Фреди добила остатак наследства − а ништа од тога није вредно убиства. На Поароов савет, Ник је позвала своју сестру од стрица Меги да буде са њом неколико недеља. Кад је Меги стигла, Ник је направила пријем на који су сви дошли сем Џорџа. Славни пилот Мајкл Ситон је нестао па се распредало о његовој судбини. Ник је неко звао док су гости били на пријему. Меги је пронађена мртва са Никином пелерином. Џорџу је лакнуло кад је видео да је Ник жива. Кад је схватио да му је Меги убијена грешком испред носа, Поаро се разбеснео и покренуо истрагу.
Како би заштитио Ник, Поаро је свима рекао да она иде у болницу, а њу замолио да не једе ништа сумњиво. Сутрадан су новине објавиле да је Мајкл Ситон преминуо и исправно је закључио да је Ник примила вест позивом. Ник је признала Поароу да су она и Мајкл Ситон били тајно верени и да је он једини наследник поприличног богатства које ће ићи његовој вереници. Поароу су били сумњиви Крофтови па је замолио инспектора Џапа да се распита о њима. Поаро и Хејстингс су пронашли љубавна писма која је писао Мајкл Ситон, али не и Никину изворну опоруку. Ник је запамтила да ју је послала Чарлсу, али он тврди да је није примио. Господин Крофт је рекао да је послао опоруку Чарлсу што значи да један од њих двојице лаже. Ник је примила бомбоњеру у којој су чоколадице биле напуњене кокаином коју јој је наводно Поаро послао и била је добро јер је појела само једну чоколадицу. Чоколадице је послала Фреди која је рекла да ју је Ник звала и тражила да јој их пошаље. Поаро је посумњао на Фреди јер је зависница од кокаина.
Поаро је направио клопку уз Никин пристанак тако што је свима јавио да је она умрла. Чарлс је рекао Поароу да је примио Никину опоруку која је прочитана у Енд Хаусу, а новац је ишао Крофтовима јер су помогли њеном оцу у Аустралији што је запрепастило све сем њих. Поаро је најавио окупљенима да ће одржати сеансу на којој ће се Никин "дух" појавити па је тако раскринкао Крофтове. Они су кривотворили опоруку и послали је Чарлсу кад су чули за Никину смрт. Џап је открио да су Крофтови познати кривотворци и похапсио их, али је Поаро обзнанио да они нису учествовали у убиствима. Баш тада је неко пуцао на Фреди и промашио па пуцао у себе. Поаро је ухватио тог човека за кога се испоставило да је Фредин болесни супруг на самрти и који јој је писао и преклињао за новац.
Поаро је открио да је прави убица Ник. Мајкл је био верен са Меги, а не њом. Сестре од стричева су имале исто име Магдала. Кад је сазнала за Мајклов лет и нестанак, Ник је смислила да се представи као његове вереница и докопа богатства, а за тај план је била потребна Мегина смрт. Покушаји њеног убиства су били варка. Џорџ је снабдевао и Фреди и Ник кокаином скривеним у сату, а Ник је искористила своју залиху да отрује чоколадице. Ник је ухапшена, али је понела Фредин сат као "успомену". Цела залиха из њега биће довољна да Ник умре од прекомерне количине дроге и спаси се вешала. Поаро је рекао Џорџу да се или преда или иде, чиме је помогао Фреди да се скине са кокаина. На крају су Џим и Фреди одлучили да се венчају, а Џим, који је у ствари продавац уметничких дела, открио је Поароу да једна Никин слика са зида вреди право богатство, али Ник то није схватила.

## Ликови
- Херкул Поаро
- Капетан Артур Хејстингс
- Главни инспектор Џап
- Пуковник Вестон
- Магдала "Ник" Бакли
- Меги Бакли
- Чарлс Вајс
- Елен
- Господин Берт Крофт
- Госпођа Милдред Крофт
- Џорџ Чаленџер
- Фредерика "Фреди" Рајс
- Џим Лазарус

## Књижевни значај
Часопис Књижевно време је 14. априла 1932. године објавио да је "право решење баш необично и генијално и по мерилима најбољих прича госпође Кристи. Све је по пропису и немогуће је одгонетнути загонетку раније у књизи, а није ни лако". Даље мишљење је да је то "сигурно једна од детективских прича која је чиста загонетка без било каквих украса или небитних ствари за лик. Поаро и његов верни капетан Хејстингс су ликови са којима се људи радо сусрећу и најживахнији су у књизи, али и они сами су само пијуни у овој игри. Радња је уређена готово математичком прецизношћу и само то се тражи".
Ајзак Андерсон је започео своје разматрање за часопис Разматрање књиге Њујорк тајмса 6. марта 1932. године написавши: "Са Агатом Кристи као ауторком и Херкулом Поароо као средишном личношћу, свако може бити уверен да ће прича бити забавна са јако добром загонетком. Особа одговорна за неред у Енд Хаусу је ђаволски паметна, али не довољно паметна да завара малог белгијског детектива. Добра прича са изненађујућим завршетком".
Роберт Барнард: "Смело коришћење једноставних цаки изнова и изнова у каријери Кристијеве (будите пажљиви, на пример, по питању имена − надимци и обополна хришћанска имена су увек могућа како читаоци откривају). Нешто покрене машинерију, више мелодрамом и невероватне ствари, што спречава да ово буде један од најбољих школских примерака узорка".

## Помињање других дела
- Два пута (у 1. и 5. поглављу) су поменути догађаји из књиге Загонетка Плавог воза и јасно је назначено у 1. поглављу да се радња књиге Опасност у Енд Хаусу догађа у Августу после Поароовог пута на Азурну обалу како је описано у књизи.
- У 9. поглављу је изнета једна занимљива паска онако успут у вези најпаметније врсте злочина, што је касније постало радња књиге Завеса: Поароов последњи случај која се завршила његовом смрћу.
- На почетку 14. поглавља, како је Поароу опседнутост за уредношћу једном помогла да реши случај када је затезао украсе на камину. Тада се посредно мислило на књигу Тајанствени догађај на Стајлсу.
- У 15. поглављу, Поаро је поменуо случај Бомбоњера из књиге Поароови рани случајеви када је говорио заповеднику Чаленџеру да је заиста имао неуспеха у прошлости.
- У 16. поглављу, инспектор Џап је питао Поароа зар се није пензионисао како би гајио тиквице. Тада се посредно мислило на неуспели одлазак у пензију описан у књизи Убиство Роџера Акројда када се Поаро одселио у мало село Краљев Абот, али је био натеран да истражи убиство у селу.

## Алудирања на праве повесне, земљописне и научне догађаје
- Премештен из Девона у Корнвол, хотел "Мажестик" из књиге урађен је по хотелу "Империјал" у Торкију.[6]
- У седмом поглављу поменут је лик авијатичарке која је одлетела у Аустралију. Ту се мислило на Ејми Џонсон, прву жену која је сама летела из Енглеске у Аустралију од 5. до 24. маја 1930. године.
- Покушај Мајкла Ситона да сам облети свет је кључна основа романа који је издат 1932. године. У то време тај покушај никоме још није успео. Вајли Пост је 1933. године постао први авијатичар који је облетео земљину куглу.

## Прилагођавања

### Позориште
Причу је прилагодио за представу Арнолд Ридли 1940. године и њом је отворен Западни крај у Лондону преко позоришта "Водевил" 1. маја. Поароа је играо Френсис Л. Саливан.

### Серија и филм
Руску варијанту филма под називом Загонетка Енд Хауса направио је 1989. године Вадим Дербењов.
Роман је прилагођен као две епизоде друге сезоне серије Поаро 1990. године чиме је постао први орман који је екранизован. Поароа је играо Дејвид Сачет, а Ник Бакли Поли Вокер. Све у свему, епизоде су верне роману, међутим, Фредин супруг се не појављује нити пуца на Ник током разрешења, Чаленџер је ухапшен, а не пуштен, а судбине Фреди и Џима остале су нерезјашњене. Пуковник Вестон се такође није појавио, а у другој епизоди појавила се госпођица Лемон која се не појављује у роману. Епизода је снимљена у Салкомбу у Девону, близу родног града Агате Кристи Торкија, уместо на Корнволској обали где се радња романа дешава.
Роман је прилагођен као епизода цртане серије Велики детективи Агате Кристи Поаро и Марпл по називом "Загонетка Енд Хауса" и емитована је 2004. године.
Роман је екранизован и као четврта епизода прве сезоне француске серије Мала убиства Агате Кристи емитована 2009. године.

### Радио
Опасност у Енд Хаусу прилагодио је за радио извођење Мајкл Бејквел за ББЦ Радио 4, а Џон Мофат и Сајмон Вилијамс играли су Поароа и капетана Хејстингса.

### Игрица
Дана 27. новембра 2007. године, Опасност у Енд Хаус је као и Смрт на Нилу прилагодило у игрицу друштво Floodlight Games, а заједнички су је издали Oberon Games и Big Fish Games. У игрици играч преузима улогу Поароа док истражује по Енд Хаусу и другим областима Корнволске обале трагове и испитује осумњичене на основу података које проналази, само овог пута картице са траговима проналази успут. Још два дела која је Floodlight Games прилагодио, а који су касније издати, су Вашар злочина и У 4.50 са Падингтона.

### Графички роман
Опасност у Енд Хаусу издао је HarperCollins као графички роман 2008. године, а прилагодио га је Тјери Жоле док га је илустрова Дидије Кела-Гајо.